# Rai Gr Parlamento
Rai Gr Parlamento — информационная радиостанция итальянской государственной телерадиокомпании RAI, официальный радиоканал Парламента Италии. Транслирует в прямом эфире политические ток-шоу и информационные программы. Входит во второй мультиплекс цифрового телерадиовещания RAI (с 23 февраля 2012). Руководителем является Флавио Муччанте, директор первой радиостанции Rai Radio 1 и информационной службы RAI Giornale Radio Rai (с 12 июня 2014 шеф-редактор).

## Цели работы
Парламентский радиоканал RAI был образован в 1998 году по распоряжению Министерства коммуникаций Италии. Целью образования радиостанции являлось восполнение недостатка информации о правительственных учреждениях, которая предоставлялась только Radio Radicale, радиостанцией Радикальной партии Италии.

## Программы
Радиостанция в прямом эфире позволяет слушать вступления спикера Палаты депутатов, председателя Сената и Президента Италии. Также выходят программы о работе Европарламента, региональных и муниципальных советов в городах и провинциях Италии. Еженедельно в эфире можно услышать программы из 15 тематических рубрик, но в целом они делятся на специализированные и популярные.  Специализированные передачи сообщают о злободневных проблемах страны и рассматривают максимально глубоко эти проблемы, занимаясь аналитикой. Популярные проводят обсуждение этих проблем в форме дискуссии или ток-шоу.

## Руководство
С августа 2009 года директором вещания этого радиоканала был Риккардо Берти, скоропостижно скончавшийся 4 апреля 2010. Его преемником стал Антонио Прециози, который 28 сентября 2011 уступил должность Джованни Мьеле, а с 10 января 2013 после ухода Мьеле на пенсию руководителем стал Джанни Сципионе Росси. С 12 июня 2014 руководство радиостанцией осуществляет Флавио Муччанте.

## Вещание
Вещание Rai GR Parlamento возможно только посредством больших приёмников Rai Way FM в формате монозвука, чьё качество хуже по сравнению с другими радиостанциями RAI. Возможно также вещание в Интернете, в наземных цифровых сетях (DAB и DVB-T технологии) и путём спутникового вещания.